# Paratrechina myops
Paratrechina myops är en myrart som först beskrevs av Mann 1920.  Paratrechina myops ingår i släktet Paratrechina och familjen myror. Inga underarter finns listade i Catalogue of Life.